# Esclavos (película)
Esclavos (título original en sueco: Slavar) es un documental animado filmado en Suecia. Trata sobre dos niños que fueron raptados y esclavizados por milicias del gobierno de Sudán. Fueron liberados posteriormente por el Comité para la Erradicación del Secuestro de Mujeres y Niños (CEAWC), organismo dirigido por James Aguer.
El cortometraje fue exhibido en varios festivales de cine. Y premiada con el premio Grand Cristal en el Festival de Animación de Annecy.

## Argumento
Los autores realizaron una entrevista en 2003 en la que se basaron para escribir el guion del documental. Los entrevistados fueron dos menores de edad secuestrados por el gobierno de Sudán para entregarlos como esclavos a un grupo de milicianos. Las grabaciones de estas conversaciones fueron volcadas fielmente en la película utilizando la técnica de animación.
Una familia fue secuestrada, se trataba de un padre, una madre, dos niños: Abuk y Machiek, posteriormente los padres fueron asesinados y la niña separada. Los dos hermanos fueron entregados como esclavos a las milicias que el gobierno de Sudán apoyaba.
Finalmente los niños fueron liberados por el Comité para la Erradicación del Secuestro de Mujeres y Niños (CEAWC), organismo liderado por James Aguer.